# Petrov Dol, Smolean
Petrov Dol (în bulgară Петров Дол) este un sat în comuna Madan, regiunea Smolean,  Bulgaria. 

## Demografie
Componența etnică a satului Petrov Dol
     Turci (50%)
     Bulgari (41,17%)
     Nicio identificare (8,82%)
     Altele (0%)
La recensământul din 2011, populația satului Petrov Dol era de 34 locuitori. Nu există o etnie majoritară, locuitorii fiind turci (50,0%) și bulgari (41,17%). Pentru 8,82% din locuitori nu este cunoscută apartenența etnică.